# Atriplex hortensis
Atriplex hortensis L., 1753 è una pianta erbacea annuale commestibile della famiglia delle Amarantacee, conosciuta comunemente come atreplice degli orti .

## Descrizione

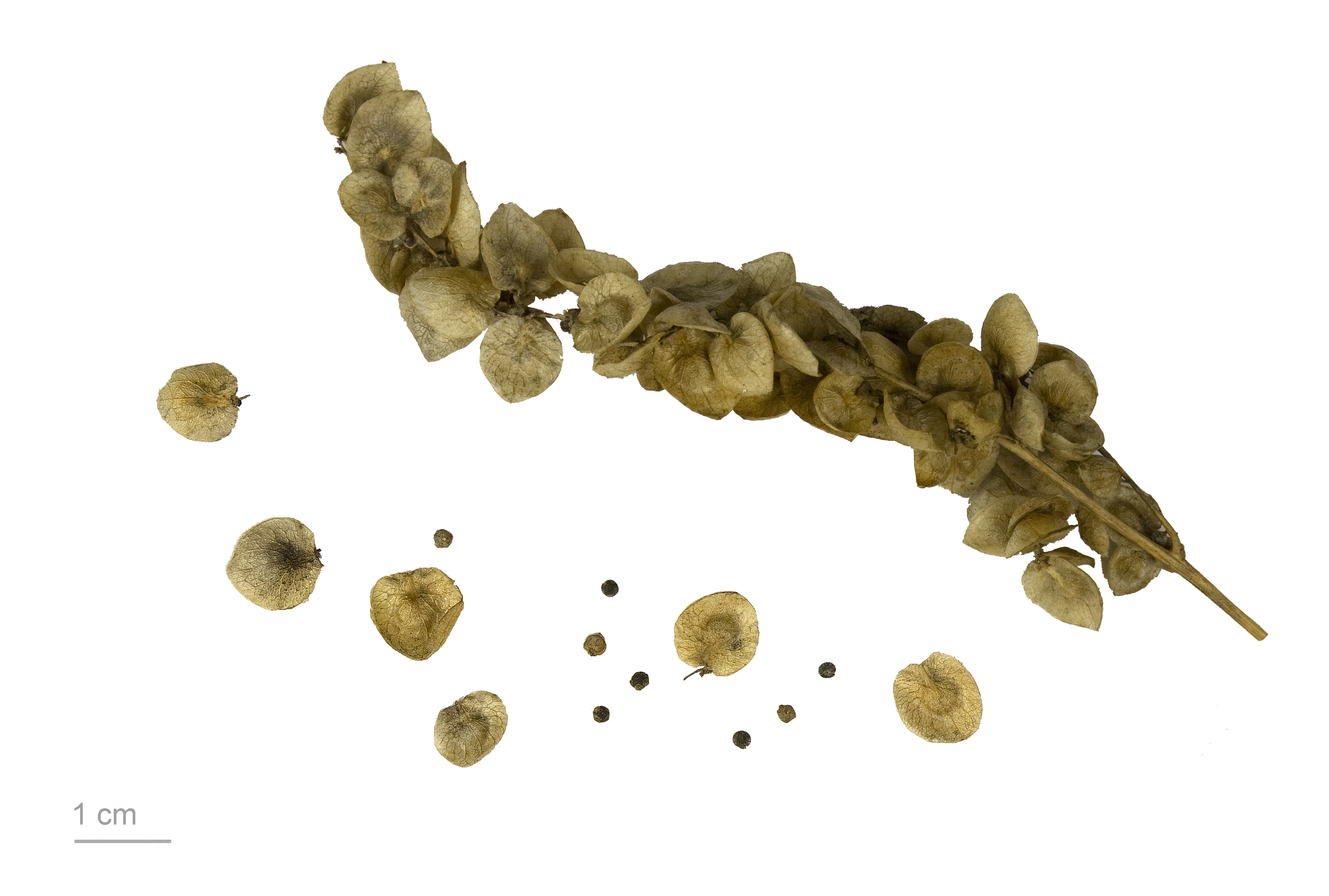
Frutti e semi

Resistente e dal portamento eretto e ramificato, può raggiungere i 60–90 cm di altezza a seconda delle varietà. Le foglie presentano forme variabili ma generalmente bislunghe, finemente nervate e leggermente acidule all'assaggio. I fiori sono piccoli e concolori al fogliame che può essere verde o rosso, appena più scuri. I semi sono piccoli, neri e contenuti in una membrana sottile giallina, mantengono la loro vitalità per tre anni.

## Distribuzione e habitat
L'areale di questa specie si estende dal Caucaso all'Asia centrale.

## Usi
L'atreplice ha un sapore salato, simile agli spinaci. Le foglie vengono utilizzate cotte o crude nelle insalate. Le foglie verdi un tempo in Italia venivano usate per colorare la pasta. Un uso comune della pianta è quello di bilanciare il sapore acido dell'acetosa.
L'atreplice veniva comunemente coltivato nelle regioni mediterranee fin dai tempi antichi, fino a quando gli spinaci divennero l'ortaggio a foglia più apprezzato. Viene comunemente coltivato come alternativa agli spinaci nella stagione calda perché è più tollerante al caldo e più lento a germogliare quando fa caldo.